# Árabe hejazi
O árabe hejazi ou árabe hijazi (em árabe: حجازي‎, transliteração: ḥijāzī), também conhecido como árabe da Arábia Ocidental, é uma variante de árabe falada na região de Hejaz, na Arábia Saudita, pertencente ao ramo árabe peninsular ocidental da língua árabe, que em si é uma língua semítica. Inclui características de subdialetos urbanos e beduínos, dada a sua história entre as antigas cidades urbanas de Jidá, Meca e Medina e as tribos beduínas que viviam nos arredores dessas cidades.
Entre o século I e o século VII, Hejaz abrigava uma variante mais antiga do hejazi que se pensa subjacente ao Texto Consonantal do Alcorão e em sua iteração posterior foi o prestígio do registro falado e escrito do árabe no Califado Omíada. O hejazi antigo é distinto do árabe hejazi moderno e representa uma camada linguística mais antiga eliminada por séculos de migração, mas que compartilha o prefixo imperativo vogal /a-/ com o dialeto moderno.